# ロスト・ワールド/ジュラシック・パーク
『ロスト・ワールド/ジュラシック・パーク』（The Lost World: Jurassic Park）は、1997年のアメリカ映画で、映画『ジュラシック・パーク』の続編。

## 概要
マイケル・クライトンの小説『ロスト・ワールド -ジュラシック・パーク2-』の映画化だが、その内容には原型をとどめないほどの大幅な変更がなされている。そのため、映画公開の際には、原作のファンから強い批判を受けた。もっとも、本作は小説企画との同時進行で制作されており、クライトンから「私も自由に書くから、映画も自由に作っていい」と言われていた。
アカデミー賞視覚効果賞にノミネートされた一方、前作『ジュラシック・パーク』の評価が高かったため、期待された反動からか酷評される結果となった。第18回ゴールデンラズベリー賞においては「最低続編賞」「最低脚本賞」「最低人命軽視と公共物破壊しまくり作品賞」の3部門にノミネートされたが、いずれも受賞を逃している。
ちなみに、スティーヴン・スピルバーグ監督にとって自作の続編で再び監督を担当した作品は、今のところ『インディ・ジョーンズ』シリーズと本作のみである。

## 登場人物

### 恐竜調査隊
イアン・マルコム
演 - ジェフ・ゴールドブラム
本作の主人公である恐竜調査隊の一員。登場人物の中で一番の良識人。数学者（カオス理論学者）。4年前のジュラシック・パーク事件の当事者の一人。小説版では自身の理論の研究のために島を訪れるが、今作では恐竜に対して強い恐怖心を抱き続けており、前作のような陽気な性格は影を潜めている。恐竜愛護のために突っ走るサラや、反抗期のケリーの行動に振り回されるなど今作では苦労も多い。ハモンドによって、恐竜の生態調査チームに勧誘される。当初は拒否したものの、サラが参加していることを知り「調査隊ではなく救助隊だ」と称し、サラを連れ帰ることを目的に再び恐竜達の世界へと足を踏み入れる。前作のように服装を黒で統一するなどのお洒落なこだわりがなくなり、陽気で皮肉屋としての性格も影を潜めている。以前の体験から恐竜に対して強い恐怖心を抱いているが、サラやケリーを守る為にヴェロキラプトルに立ち向かったり自ら囮になる等、前作以上に勇敢な行動を見せている。ティラノサウルスがサンディエゴに現れてからはサラと協力し、サイトBに送り返すことに成功した。次作目の『ジュラシックパーク3』では名前のみ登場。5作目の『ジュラシック・ワールド/炎の王国』にも登場し、審問会でジュラシック・ワールド事件に対する意見陳述を行った。
サラ・ハーディング
演 - ジュリアン・ムーア
恐竜調査隊の一員。イアンの恋人で古生物学者。イアン達より先に、一人でサイトBを訪れていた。向こう見ずな性格で、恐竜に対しても大胆な行動を見せるが、それが原因でステゴサウルスに襲われるなど危険な目に遭うことも多い。恐竜愛護主義であり、ニックと一緒にハンター達のキャンプに侵入して捕獲されていた恐竜を檻から逃がしたことで、結果的にハンター達のキャンプを壊滅状態に陥らせた。負傷したティラノサウルスの仔を見つけて連れ帰りトレーラーで治療するが、これもまた設備・車両の破壊やエディの死を招いている。さらに、ティラノサウルスが優れた嗅覚を持っていることを知っていながら、自身の衣服にティラノサウルスの仔の血液が付着していることを放置したため、休憩地点にティラノサウルスの親を呼び寄せてしまい、大勢のハンターたちを死に追いやる要因を作った。当初、マルカム博士やオーウェンらと共にハンター団とは反目し合っていたが、服にヘビが入ってパニックになりティラノサウルスのいる方に走っていって捕食されたバークを制止しようとするなど、ハンター団とは行動を共にする内にお互い仲間意識を抱くようになった。恐竜の捕獲には一貫して反対しており、サンディエゴに現れたティラノサウルスを送り返すために尽力する。最終的にはティラノサウルスに麻酔銃を撃ち込み、サイトBへ送り返すことに成功した。
ケリー・カーティス
演 - ヴァネッサ・リー・チェスター
イアンの娘。体操部に所属しており、鉄棒（種目は段違い平行棒）が得意。イアンから止められたにもかかわらずこっそり隠れてサイトBについて来たが、すぐにそのことを後悔する。ヴェロキラプトルに追われた際に、鉄棒の技術を利用して撃退している。母親は既にマルコムと離婚しており登場しないので詳細は不明だが、ケリー本人は黒人で、ニックからは「似ていない親子」と評されている。
ニック・ヴァン・オーウェン
演 - ヴィンス・ヴォーン
恐竜調査隊の一員。表向きは恐竜の記録撮影を行うカメラマンとして参加していたが、実際は恐竜の捕獲を妨害する目的でハモンドから雇われていた。過去に女性メンバーが多いので女漁り目的でグリーンピースに所属していたとマルコムに語る。また、「アースファースト」（日本語吹き替えでは「地球救済会」に差し替え）に所属していた経験を持つなど急進的な自然保護運動家。だが、サラと共に捕獲されていた恐竜を檻から逃がしてハンター達のキャンプを壊滅状態にさせる、ティラノサウルスの仔をトレーラーに連れ帰ってティラノサウルスの親の襲撃を招く、ローランドの大型猟銃から弾薬を抜き取るなど、結果として危機を招く行動が多い。サラとニックがティラノサウルスの仔の治療を優先したためにエディが犠牲になり、前述のキャンプを壊滅させた行動でハンター側も逃亡中に多数の死傷者を出しており、サラと同じく多くの人命が失われるきっかけを作ってしまう。
エディ・カー
演 - リチャード・シフ
恐竜調査隊の一員。精密機械のエキスパート。かつては学生からも独特の評判を集める大学教授だったが、物作りの現場に身を置きたいと考え転身した経歴を持つ。劇中に登場する調査隊の車両や装備は彼の設計によるもの。映画版では、サラを撃退しようと襲い掛かるステゴサウルスに対し毒殺用の銃を向けたものの、「(彼らは)子供を守ろうとしてるだけだ」と撃つことをためらっていた。ティラノサウルスにトレーラーごと崖から落とされたイアン達を命がけで救出しようとするが、再び現れたティラノサウルスに襲われ、身体を真っ二つに食いちぎられ捕食される凄惨な最期を遂げた。後にイアンはエディを「命を投げ出して自分達を救ってくれた」と感謝し、その死を嘆いた。

### 恐竜ハンター団
ピーター・ルドロー
演 - アーリス・ハワード
ハモンドの甥。ハモンドに代わってインジェン社の社長になった。会社を立て直すためアメリカ本土（サンディエゴ）にジュラシック･パークの再建を計画、腕利きのハンター達を雇ってサイトBを訪れる。ハモンドとは対照的に、恐竜をビジネスの道具としか思っていない。その性格から雇っているハンター達からの信頼も皆無である。貨物船でティラノサウルスの親に重傷を負わされた後、子供の狩りの練習相手にされるという因果応報の最期を迎えた。
死亡したと思われていたが、映画とはパラレルワールドの続編である9年後を描いたコミック作品『ジュラシック・パーク/リデンプション』にも登場している。インジェン社の従業員達によって奇跡的に助けられたルドローだが、後遺症で車椅子に乗り、顔中傷跡だらけの醜い姿になっていた。復讐のために故ハモンドの名誉を傷つけ、大人に成長したハモンドの孫ティムとレックスが計画していた新しいジュラシック・パーク建設を失敗させようと企んでいた。
ローランド・テンボ
演 - ピート・ポスルスウェイト
ルドローに雇われた恐竜ハンター団の隊長。「史上最強の猛獣」を狩る事だけを目的にハンターに加わり、ティラノサウルスの雄竜狩りに情熱を燃やす。ニック曰く「“白鯨”（メルヴィルの海洋小説）のエイハヴ船長のような」人物。一見すると冷徹かつ無愛想な男だが、服が血まみれのサラを気遣ったり、ディーターの失踪をケリーに言わないようにとサラに口止めするなど、女性や子どもに対するさりげない優しさを見せる描写がある（未公開シーンでは、ケニアのビアガーデンで黒人女性店員に性的関係を強要する白人の不良男性に決闘を申し込み、撃退している）。野営地を襲撃してきたティラノサウルスの雄に麻酔銃を撃ち込み捕獲に成功するが、仲間のハンターたちを連れてその場を避難した相棒のアージェイは草地でヴェロキラプトルの群れに襲撃されて死亡した。ディーターや大勢のハンター仲間たち、さらに相棒のアージェイまで失って傷心したローランドはルドローからの雇用の誘いを断り、「これ以上仲間を失いたくない」と言い残してルドローと袂を分かち、ヘリコプターで島を去った。演じるピート・ポスルスウェイトはスピルバーグから高く評価されており、次作『アミスタッド』でも起用している。
アージェイ・シドゥ
演 - ハーヴェイ・ジェイソン
ルドローに雇われた恐竜ハンター団の一員。ローランドとは旧知の仲。サイトBでは彼の相棒として行動している。サラの服についていたティラノサウルスの仔の血の匂いを追ってきたティラノサウルスがキャンプを襲った際、仲間のハンターたちを連れて避難中にヴェロキラプトルの群れに襲われて仲間たちと共に死亡。アージェイの死は直接的には描かれなかったが、アージェイのリュックをニックが発見したことでアージェイが死んだことが暗に示されている。アージェイの死を知ったローランドは後悔のあまり傷心し、ルドローと袂を分かった。
ディーター・スターク
演 - ピーター・ストーメア
ルドローに雇われた恐竜ハンター団の一員。ローランドから副隊長を任せられる優秀なハンターだが、スタンガンでコンプソグナトゥスをいたぶるなど冷酷な人物。用を足す為にグループから離れ、道に迷ってしまう。迷走するうちに武器や装備も失い、皮肉にも馬鹿にしていたコンプソグナトゥスの群れに襲われて死亡。遺体はローランド達に発見されたが、無残に食いちぎられていた。
ロバート・バーク
演 - トーマス・F・ダフィ
ルドローに雇われた恐竜ハンター団の一員。古生物学者。キャンプを襲ったティラノサウルスに追われて、滝の裏にあるくぼみに逃げ込んだが、ヘビが服の中に入ったことでパニックを起こし、サラの制止もむなしく外へ飛び出そうとしたところをティラノサウルスに捕食され死亡した。
カーター
演 - トーマス・ロサレスJr.
ルドローに雇われた恐竜ハンター団の一員。危険な場所でもヘッドフォンで音楽を聴いて周囲を警戒しないなど、能天気な人物。ディーターとコンビを組んでいたが、彼が用を足すためにその場を離れたことに気付かなかった。キャンプを襲ったティラノサウルスから逃げる途中、踏み潰されて死亡。

### ハモンド家
ジョン・ハモンド
演 - リチャード・アッテンボロー
かつてジュラシック･パークを建設した実業家。インジェン社の社長職を甥のルドローら重役陣によって解任され、一線を退いている。恐竜たちの野生のままの生態を研究することで過去の償いと名誉回復を画策し、ルドローたちが到着する前にサイトBへ調査隊を緊急派遣する。ラストでは、恐竜には人間の手は必要ないと思い直し、島の保護を訴えている。
アレクシス・マーフィー（レックス） / ティモシー・マーフィー（ティム）
演 - アリアナ・リチャーズ / ジョゼフ・マゼロ
ハモンドの孫の姉弟。4年前のジュラシック・パーク事件の当事者の一人。冒頭、ハモンドの屋敷でイアンと再会する。
執事
演 - イアン・アバークロンビー
ハモンドの屋敷の執事。ハモンドの屋敷を訪れたマルコムを迎えた。

### ボーマン家
- ボーマン一家のエピソードは原作では前作『ジュラシック・パーク』の冒頭で描かれている。

キャシー・ボーマン
演 - カミーラ・ベル
家族とともにヨットクルーズでサイトBの海岸を訪れていた少女。1匹のコンプソグナトゥスに持っていたサンドイッチを与えたことがきっかけで、コンプソグナトゥスの群れに襲われ負傷する。間もなく両親やヨット乗員に発見されたため一命は取り留めたが、この一件でハモンドは代表権を失うこととなった。
ポール・ボーマン
演 - ロビン・サックス
キャシーの父親。放任家で娘にも自由に行動させるが、皮肉にもそれが娘の一大事に繋がる。キャシーがコンプソグナトゥスの群れに襲われた際、悲鳴を聞きつけてすぐに救出に向かったことで、結果的に娘を救うことができた。
デアドラ・ボーマン
演 - シド・ストリットマター
キャシーの母親。コンプソグナトゥスに襲われたキャシーを発見し、悲鳴を上げる。

### その他
知りたがる男
演 - ロス・パートリッジ
ニューヨークの地下鉄の電車内でマルコムに気付いて絡んできた男。
カルロス
演 - ジーノ・シルヴァ
コスタリカ本土からマルコム達をサイトBまで運んだ現地の船の船長。サイトBに向かうマルコム達に「五つの死」を説明し警告し、島に行く事を拒んでいたがマルコム達をサイトBまで運んだ。
インジェン社の警備員
演 - クリストファー・カソ
インジェン社の警備員の1人。ティラノサウルスを乗せた貨物船が事故でサンディエゴ市の港に衝突上陸した時、誤って貨物室の扉のスイッチを押し、ティラノサウルスを開放させてしまった。ゲーム『レゴ ジュラシック・ワールド』で、ジェリー・ランドールと言うフルネームが付けられていた。
インジェン社の社員
演 - ビリー・ブラウン
インジェン社の警備員の1人。ティラノサウルスを乗せた貨物船がサンディエゴ市の港に衝突した時、ラドローと船に乗り込み、乗組員の遺体の一部を発見した。ゲーム『レゴ ジュラシック・ワールド』ではバーナーと言う名前が付けられている。
ベンジャミン
演 - コルトン・ジェームズ
サンディエゴ市に住む少年。ティラノサウルスが家の裏庭にやって来た時、足音で目を覚ました。両親に訴えるも信じてもらえず、ティラノサウルスが飼い犬を捕食したのを目撃して、写真を撮っていた。

## キャスト
| 役名                     | 俳優                         | 日本語吹き替え                                                                 |
| ------------------------ | ---------------------------- | ------------------------------------------------------------------------------ |
| イアン・マルコム         | ジェフ・ゴールドブラム       | 大塚芳忠                                                                       |
| サラ・ハーディング       | ジュリアン・ムーア           | 勝生真沙子                                                                     |
| ピーター・ルドロー       | アーリス・ハワード           | 牛山茂                                                                         |
| ジョン・ハモンド         | リチャード・アッテンボロー   | 永井一郎                                                                       |
| エディー・カー           | リチャード・シフ             | 納谷六朗                                                                       |
| ニック・ヴァン・オーエン | ヴィンス・ヴォーン           | 平田広明                                                                       |
| ケリー・カーティス       | ヴァネッサ・リー・チェスター | 渕崎ゆり子                                                                     |
| ローランド・テンボ       | ピート・ポスルスウェイト     | 麦人                                                                           |
| ディーター・スターク     | ピーター・ストーメア         | 神谷和夫                                                                       |
| ロバート・バーク         | トーマス・F・ダフィ          | 塩屋浩三                                                                       |
| アージェイ・シドゥ       | ハーヴェイ・ジェイソン       | 小島敏彦                                                                       |
| カーター                 | トーマス・ロサレスJr.        | 立木文彦                                                                       |
| ポール・ボーマン         | ロビン・サックス             | 小川真司                                                                       |
| デアドラ・ボーマン       | シド・ストリットマター       | 日野由利加                                                                     |
| 執事                     | イアン・アバークロンビー     | 北村弘一                                                                       |
| カルロス                 | ジーノ・シルヴァ             | 仲野裕                                                                         |
| インジェン社の警備員     | クリストファー・カソ         | 辻親八                                                                         |
| インジェン社の社員       | ビリー・ブラウン             | 立木文彦                                                                       |
| その他                   |                              | 内藤愛美 梅津秀行 後藤敦 斉藤功司 岡村明美 滝沢ロコ 沢木郁也 藤間宇宙 塩田朋子 |
| 日本語版制作スタッフ     |                              |                                                                                |
| 演出                     |                              | 佐藤敏夫                                                                       |
| 翻訳                     |                              | 木原たけし                                                                     |
| 調整                     |                              | 安藤邦男                                                                       |
| 録音                     |                              | 高久孝雄                                                                       |
| 制作                     |                              | 東北新社                                                                       |
| 初回放送                 |                              | 2001年1月5日 『金曜ロードショー』                                              |

## 登場する恐竜
劇中で種小名が出ているものは属名と中黒（・）で繋ぎそれも記した。原則として劇中での登場順に並べてある。
コンプソグナトゥス・トリアシクス Compsognathus triassicus
C. triassicus は現実に存在しない架空の種である。冒頭から登場しサイトBの海岸に訪れた旅行者家族の幼い娘に襲いかかる。（細部は異なるがジュラシックパーク（小説）の冒頭にも同様のシーンが存在する）劇中ではピラニアのように集団で自分より大きな獲物に襲いかかる獰猛な肉食恐竜として描かれているが、実際には昆虫を食べていたと推測されている。
ステゴサウルス Stegosaurus
イアン達が最初に遭遇した恐竜。群れで行動する大人しい性質の恐竜だが、幼体を守る時には一転して尾のスパイクを武器に激しい攻撃を加える。
パラサウロロフス Parasaurolophus
ジュラシックパークにも登場した恐竜。前作では遠景に僅かな時間映るだけだったが、本作ではパキケファロサウルスと共に本作の見所の1つである捕獲シーンがある。「エルヴィス・プレスリーのような頭」と表現されている。別のシーンではティラノサウルスに仕留められた後の死体姿で登場している。
パキケファロサウルス Pachycephalosaurus
頭突きでジープのドアを破壊する活躍を見せるが、劇中の様な突進による頭突きを実際に行えたかについては未だ異論も多く結論は出ていない。前作のディロフォサウルスと同じく実物より小さい。
ガリミムス Gallimimus
自分たちを捕獲しようとするハンターから逃げ惑っていた。登場シーンは少ない。
マメンチサウルス Mamenchisaurus
前作のブラキオサウルスに代わって登場する大型の竜脚類。バイクに乗ったハンターの1人が本種の股の間をくぐり抜けるシーンがある。
ティラノサウルス・レックス Tyrannosaurus rex
原作小説と同じく雄・雌・幼体の計3体の個体が登場する。前作よりも出番が大幅に増え、何度もイアン達を窮地に陥れる。
親を誘き寄せるために仔が怪我をさせられたり、雄と仔が捕獲されてアメリカ本土まで運ばれるなど、劇中で最も人間に振り回された恐竜でもある。
作中終盤でソルナ島からアメリカ本土サンディエゴに貨物船「S.S.ベンチャー号」で運ばれてきたが、航海中のいつの間にか何者かによって乗組員全員を惨殺され無人となって、港の桟橋に激突する。ブリッジの操舵手は手首だけを残して食いちぎられていた。
ローランドに麻酔薬で眠らされていて、鉄格子で体を封じられながらの輸送であったのにもかかわらず、着いたときはコンテナ内部で解き放たれていた。警備員の1人が誤って輸送船の天蓋を開けてしまい、脱走した雄がサンディエゴで大暴れするも、仔を利用して船まで誘導され、最後は再び麻酔を撃たれて島に帰される。
ティラノサウルス・ジュニア tyrannosaurusJr.
ティラノサウルスの子供。巣窟にて食事中であったが、ローランド一行に攫われ杭やロープで首や身体を固定され囮にされてしまう。しかしニックによって救出され、治療を受ける。その後ハンターたちに父親共々捕獲されてしまい、父親より先にヘリコプターで輸送され建設中の「ジュラシック・パーク・サンディエゴ」内の研究所にて大量の麻酔を打たれて意識朦朧の状態で檻に入れられ囚われていたがマルコムとサラにより救出、車に乗せられ父親と共に船まで誘導。そして船内にて探しに来たルドローを親と連携し襲撃した。最終的に元の島に戻され親と仲良く暮らした。
父親と同じ緑の体色である為、性別は雄である。
トリケラトプス Triceratops
ハンターに捕獲されて檻に入れられていた。脱走後はキャンプで暴れるが登場シーンは少ない。
ヴェロキラプトル Velociraptor
体色が前作の灰色から黒い縦縞模様が入った茶褐色の皮膚に変更され、原作により近いものになっている。今作でも鋭い爪と高い機動力を武器に、劇中で最も多くの人間を殺した恐竜として描かれている。
原作小説第1作ではヴェロキラプトルや一部の小型肉食恐竜が船に密航して島から本土へ渡る描写があるが、この映画では船内を無人と化させた殺戮者が何者なのか全く説明されずに終幕となる。
プテラノドン Pteranodon
ラストシーンにのみ登場。当初は最後の敵となる予定だった。

## 舞台となった島
舞台となったのはイスラ・ソルナ島（Isla Sorna）という島で、スペイン語で『皮肉の島』という意味を持つ。この島は『ラス・シンコ・ムエルテス諸島（Las Cinco Muertes）』（五つの死）と呼ばれる、『C』を描くように連なる5つの島々の一つで、前作の舞台となったイスラ・ヌブラル島の南西140kmにある。『五つの死』の島々は北西から順に『イスラ・マタンセロス島（Isla Matanceros）』（虐殺の島）、『イスラ・ムエルタ島（Isla Muerta）』（死の島）、『イスラ・ソルナ島（Isla Sorna）』（皮肉の島）、『イスラ・タカニョ島（Isla Tacaño）』（嘘つきの島）、そして『イスラ・ペナ島（Isla Pena）』（苦しみ・刑罰の島）からなる。次作の『ジュラシック・パークIII』の舞台も同じ島。5つの島とも火山の島々である。イスラ・ソルナ島以外の4島は映画と小説で言及と地図に示されたが、それ以外登場しなかった。しかし2018年にXbox One、PlayStation 4などにて発売される経営シミュレーションゲーム『ジュラシック・ワールド エボリューション』では、これらの5つの島々が登場し、プレイヤーが島々を開発し管理する事になる。なお、発売キャンセルされたプレイステーション2用のゲーム『Jurassic Park: Survival』は『III』の続編的な内容で秘密の第2の島が舞台だった。
小説版によると、これらの5つの島々には古代インディオの神話の伝説があり、島々には古代の遺跡もある。イスラ・ソルナ島を舞台にした映画の続編的な内容のゲーム『Jurassic Park: Trespasser』でも、イスラ・ソルナ島に古代アステカ遺跡がある。
原作では、コナン・ドイルの『ロスト・ワールド』（失われた世界）に因んで、島の周縁がそびえ立つ断崖絶壁にぐるりと囲まれ、航空機を使うかロッククライミングをしなければ島の内部に入り込めない地形になっていた。だが、映画ではごく普通に海岸に船で上陸することができるように描かれている。
イスラ・ソルナ島には、観光ではなく恐竜のクローニングと育生を目的とした研究施設が建てられている。この島で育った恐竜はいずれイスラ・ヌブラル島の新たなアトラクションとして運ばれる予定であったが、前作の後にインジェン社は島を撤退、その後のハリケーンによって施設は壊滅状態となった。撤退の際に研究員によってジャングルに解き放たれた恐竜たちは独自の繁栄を遂げた。映画本作ではイアン達がフェンスに囲まれた、ワーカー・ビレッジ（Worker Village）と呼ばれる廃墟と化した古いインジェン社の従業員達の集落に到着していた。ハリケーンによって集落に住んでいたインジェン社の従業員が撤退した後、集落はヴェロキラプトルの巣窟となっていた。イアンやルドロー達は集落にあるコントロールセンターから救援を呼んだ。小説では集落の遠くの終わりの方に研究施設があり、研究施設の後の方に地熱発電所がある事が判明しており、イスラ・ソルナ島の電力は地熱発電によるものであった。映画本作の続編的な内容のゲームである『Jurassic Park: Trespasser』では映画と小説に登場した集落に基づいたBurroughs（バローズ）と言う名のインジェン社の従業員が暮らしていた町が登場するが、映画と小説に登場した集落とは建物などが違う為、別である。

## 登場する施設及びメカニック
ワーカー・ビレッジ
サイトBの研究施設で働く、インジェン社の従業員の為に造られたフェンスに囲まれた小さな集落地。小説版にも労働者の集落が登場する事から、それに基づき映画でも登場させた。地熱発電所のすぐ近くにあるという設定である。ハリケーンで壊滅して、労働者達も撤退した為、廃墟のゴーストタウンと化していた。集落にはオペレーション・ビルディングと言うコントロール・センターの役割を果たし、ヘリポートを備えた建物や労働者が住む2階建ての寄宿舎のボーディング・ハウス、すぐ隣にある地熱発電所からの電力をコントロールするキルン・ハウスと言う2階立ての機械小屋、ガソリンスタンドなどの建物が廃墟の姿のまま残っている。マルコムとサラとケリーが訪れた時に2頭のヴェロキラプトルに襲われた。
インジェン社の従業員が乗っていたシボレーやScout TravelerのRV車が壊れた状態で放置されており、マルコムがヴェロキラプトルに襲われた時、1台に乗り込み身を守ろうとしていた。
インジェン・ドックとウォーターフロント・コンプレックス
サンディエゴにあるインジェン社の港と周辺施設。桟橋があり、倉庫などもある。ティラノサウルスの父親を運ぶ貨物船S・S・ベンチャー号がここに到着するので、そのセレモニーの時、事件で貨物船が桟橋に衝突し、ティラノサウルスが上陸した。
メルセデス・ベンツML 320
マルコムたちがサイトBの探索の為に特別改造したサバイバル用の車両。用途に応じて2台用意される。
シボレー・フリーウッドRV・モバイル・ラボ
マルコムたちがサイトB探索の為に特別改造した2連結型キャンピングカー。小型の研究施設にもなり電話やコンピューター機器も完備している。
ハマーH1
ルドロー率いる恐竜ハンター達が恐竜を捕獲する為に乗る軍用SUVで、ハンター仕様に改造されて登場している。
ジープ・ラングラー
ルドロー率いる恐竜ハンター達が恐竜を捕獲する為に乗る4WD。3タイプの恐竜を捕獲する為にハンター仕様に改造されている。
メルセデス・ベンツ・ウニモグ
ルドロー率いる恐竜ハンター達が恐竜を捕獲する為に乗っていたオフロードトラック。
カジバ・キャニオン
ルドローの恐竜ハンターが乗っていたアドベンチャーバイク。500cc版と600cc版があるが殆ど同じ外見なので、どちらを使用していたかは不明。
CH-47チヌーク
インジェン社の輸送ヘリコプター。ルドロー率いる恐竜ハンター達が乗る車両を中吊りにしてイスラ・ソルナ島に運ぶ為に使用した。
輸送トラック
ローランドが捕獲したティラノサウルスを運ぶ為に使用したトラック。荷台部分がティラノサウルスを入れる為の巨大なケージになっていた。
S・S・ベンチャー
ティラノサウルスの親子を捕獲した後、サンディエゴに運ぶ為に使用したインジェン社の巨大貨物船。
なお、『キングコング』に登場する蒸気船もSSベンチャー号と言う同じ船名で、『キングコング』の船名に影響されて名付けられている。
1969年型ポンティアック・ルマン・コンバーチブル
マルコムの愛車。サンディエゴでサラと共に乗り、インジェン社本部にやって来た。サンディエゴに逃げ出したティラノサウルスの親を貨物船に戻すためティラノサウルスの子供を乗せて貨物船まで運んだ。

## スタッフ
- 監督:スティーヴン・スピルバーグ
- 製作:コリン・ウィルソン、ジェラルド・R・モーレン
- 製作総指揮:キャスリーン・ケネディ
- 原作:マイケル・クライトン
- 脚本:デヴィッド・コープ
- 撮影:ヤヌス・カミンスキー
- 編集:マイケル・カーン
- 美術:リック・カーター
- SFX:ILM
- 特殊効果:スタン・ウィンストン
- 音楽:ジョン・ウィリアムズ

## 削除されたシーン
- インジェン社本部での会議でルドローが、1作目のドナルド・ジェナーロ、ロバート・マルドゥーン、レイ・アーノルドの死亡に触れ、3人の死の為にお金をいくら支払うのか説明し、イスラ・ヌブラル島の施設解体と逃げた恐竜の捕獲に言及し、ルドローがインジェン社のCEOからハモンドを排除しようとインジェン社の危機財政状態を利用しようと説明しているシーン。
- ハモンドの豪邸でマルコムとハモンドの会話シーン後の、ケニアのモンバサのバーでローランドとアージェイが打ち合わせしているシーン。シーンでは彼らはハンティングスポーツの不足でハンターを引退している事が示され、バーで嫌がらせして絡んで来た男をローランドが殴り倒していた。アージェイが、ティラノサウルスを捕獲する為、イスラ・ソルナ島に行こうとローランドを誘う。
- サンディエゴのジュラシック・パークでティラノサウルスの子供を望んでいたルドローが、その事をローランドに話し、ローランドが仕掛けた罠にティラノサウルスの子供が掛かり、ルドローが生き物の声を聞いた勢いで、酔って躓き倒れティラノサウルスの子供の足を折るシーン。
- サラとニックが恐竜を捕獲したルドロー率いる恐竜ハンター達の野営地に侵入する事件を起こす前に、マルコムとサラとニックが侵入について討論しているシーン。サラとニックの野営地侵入後も見つからない様に、様々な車両や機器に隠れながら各車両の燃料パイプを切断しているシーンがあった。
- 足を怪我した子供のティラノサウルスをサラとニックが手術する際にマルコムと議論している拡張シーン
- テントでマルコムとケリーが、マルコムがサラと結婚するべきか話し合っている時、サラがテントに入ってきてマルコムが話題を変えるシーン。
- 1996年のスクリプトの草案ではサンディエゴに上陸したティラノサウルスが、ベンジャミンと言う少年が住む家の部屋の窓を頭でぶち破って、少年と両親を嗅ごうとするシーンがあった。2014年7月にそのシーンの画像がTwitterで公開された。最初の上記の2つの削除シーンは未公開シーンとしてDVD・Blu-rayバージョンに含まれているが、他の多くの削除シーンは含まれなかった[8]。

## ノベライズ
マイケル・クライトンに書かれた。映画版と若干異なる部分がある。

## コミック
Topps comicsから著はドン・マクレガー、カバーはウォルター・サイモンソン、画はジェフ・バトラー担当でコミック化もされた。映画版の内容を全4冊のストーリー構成になっている。

## ゲーム
- PlayStation、セガサターン - 1997年に映画をベースとした横スクロール型の3Dアクションシューティングゲーム『ロスト・ワールド ジュラシック・パーク』がDreamWorks Interactive（SS版はAppaloosa Interactiveにより開発）により開発され、PS版はエレクトロニック・アーツ、SS版はセガから発売された。さらにリアルな恐竜との対決ができる。
- Chaos Island: The Lost World - 1997年にMicrosoft Windowsで発売され、DreamWorks Interactiveにより開発されたリアルタイムストラテジーゲーム。
- Jurassic Park: Trespasser - 1998年にMicrosoft Windowsで発売され、DreamWorks Interactiveにより開発された、映画の続編的な内容のファーストパーソン・シューティングゲーム。
- ロスト・ワールド/ジュラシック・パーク (ゲーム) - 映画版をベースとしたアーケードゲームが1997年に登場した。前作と同様にセガが開発。セガのアミューズメントパークのジョイポリスでは『ロスト・ワールドスペシャル』というアトラクションもあり、ルールやステージ構成が若干変更されており、ストーリーも異なる。
- レゴジュラシック・ワールド

## テレビ放映
| 回数 | 放送局     | 番組名             | 放送日        | 放送時間      | 放送分数 | 視聴率 | 備考                                   |
| ---- | ---------- | ------------------ | ------------- | ------------- | -------- | ------ | -------------------------------------- |
| 1    | 日本テレビ | 金曜ロードショー   | 2001年1月5日  | 21:03 - 23:39 | 156分    | 17.8%  | 地上波初放送。本編ノーカット。45分拡大 |
| 2    | フジテレビ | ゴールデンシアター | 2002年4月6日  | 21:00 - 23:39 | 159分    | 18.9%  | 45分拡大                               |
| 3    | テレビ朝日 | 日曜洋画劇場       | 2004年1月11日 | 21:00 - 23:34 | 154分    | 15.3%  | 40分拡大                               |
| 4    | フジテレビ | プレミアムステージ | 2005年12月3日 | 21:00 - 23:34 | 154分    | 9.8%   | 40分拡大                               |
| 5    | テレビ朝日 | 日曜洋画劇場       | 2010年2月14日 | 21:00 - 23:24 | 144分    | 10.9%  | 30分拡大                               |
| 6    | 日本テレビ | 金曜ロードSHOW!    | 2018年5月25日 | 21:00 - 23:24 | 144分    | 8.9%   | 30分拡大                               |
| 7    | 日本テレビ | 金曜ロードショー   | 2021年9月17日 | 21:00 - 22:54 | 114分    | 8.8%   |                                        |
| 8    | テレビ東京 | 午後のロードショー | 2025年3月25日 | 12:55 - 15:40 | 165分    |        |                                        |

- 視聴率はビデオリサーチ調べ、関東地区・世帯・リアルタイム。

## その他
- 脚本を担当したデヴィッド・コープはUnlucky Bastard（ついていないやつ）の役名で本作に出演している。劇中ではティラノサウルスがサンディエゴに現れて逃げ惑う人々を襲っていた際、彼は道をそれて店舗に逃げ込もうとしたところ、ティラノサウルスに追いつかれて捕食された。
- メイキング映像内のスピルバーグ監督の解説によると、ティラノザウルス2体の模型は実物大に近く大変大きく重いので、セットへ持ち込んだり移動したりが大変困難だったという。そこで周囲のセットを恐竜の傍へ移動させるという逆転の発想につながった。例えば恐竜は動かさず滝を頭の傍に作ったり、顔の傍に襲われる車を配置したりという具合に、映像では恐竜が移動しているように見えるが実際にはセットを動かして撮影していたという。殆どの映像関係の観客が、その撮影方法に気づかなかったようだと、そのせいもあってアカデミー賞では視覚効果賞にノミネートされたが、惜しくも受賞は逃している。
- ティラノサウルスがサンディエゴに上陸して暴れた時、逃げ惑う人達の中にスーツにネクタイ姿の日本人男性数名が登場し、日本語で叫ぶセリフに英語字幕がつけられているが、字幕ではティラノサウルスのことを「ゴジラ」と呼んでいるが、実際のセリフは中国訛りで日本語としては意味の通らない内容となっている[1]。
- 74日間の撮影スケジュールだったが、69日で完了した。
- スクリプトの初期の草案はティムとレックスの登場シーンはもっとあり、子供達がパークに戻って恐竜に遭遇していた。
- スティーヴン・スピルバーグはインド人俳優M・R・ゴパクマーを映画本作に出演させる事を望んでいたが、パスポートの問題で叶わなかった。
- スピルバーグはサラ・ハーディングの役割について当初ジュリエット・ビノシュに話を持ち掛けていた。しかしサラ・ハーディング役は後にジュリアン・ムーアが演じる事となった。
- 当初の設定では、サイトBに向かったマルコム達のグループは、5人目のメンバーとして小説版に登場するリチャード・レヴィンに影響受けた、ジュテソン博士（Dr. Juttson）と言う古生物学者も含まれていた。しかし、最終的にキャストから落とされ、幾つかの彼の設定の線はサラ・ハーディングに与えられた。
- ストーリーボートの段階では草が生い茂った場所でルドロー達がヴェロキラプトルに襲われた時、ルドローの生き残りの仲間の崖からハングライダーで飛ぼうとしている時、プテラノドンに攻撃されるシーンやプテラノドンがヘリコプターを攻撃するシーンなどがあったが、映画撮影の前にキャンセルされた。
- ティラノサウルスがサンディエゴを襲った時に、バスが突っ込むビデオ店にはアーノルド・シュワルツェネッガーの『KING LEAR』（リア王）、ロビン・ウィリアムズの『JACK AND THE BEANSTALK』（ジャックと豆の木。スピルバーグが制作してウィリアムズ出演の映画『フック』風の画風）、トム・ハンクスの『TSUNAMI SUNRISE』の映画宣伝ポスターがある。いずれも本人が出演していない架空の映画で、パロディである。
- 初期のスクリプトではティラノサウルスを乗せた貨物船にヴェロキラプトルが乗り込んで、乗組員を殺す場面を求めていたが、映画で示されなかった。
- ILMのストーリーボートではサンディエゴに上陸したティラノサウルスがインジェン社のウォーターフロント・コンプレックス内を歩き、撃たれてるシーンがあった。
- 撮影前に当初イスラ・ソルナ島にティラノサウルスを帰すため監督としてマルコムとサラがイスラ・ソルナ島に行くのと、ヴェロキラプトルとプテラノドンの闘いと、マルコムがハモンドの葬式で賛辞を届ける3つの異なる終わりの結末があった。
- 2021年に金曜ロードSHOW!で放送された際にはエディが真っ二つに食いちぎられるシーン、ディーターがコンプソグナトゥスに襲撃されるシーン、ローランドがラドローと袂を分かつシーンなど一部の重要シーンがカットされた。